# Clevin Hannah
Clevin Hannah   (Rochester, 15 de novembre de 1987) és un jugador de bàsquet professional de nacionalitat nord-americana que ha desenvolupat la major part de la seva carrera esportiva en clubs europeus. La temporada 2014-2015 va formar part de la plantilla del Joventut de Badalona. L'estiu de 2015 va firmar un contracte per dues temporades amb el Bilbao Basket.
La temporada 2019-20 es converteix en jugador del MoraBanc Andorra, procedent de l'Herbalife Gran Canaria.